# أليكسي بوجن
أليكسي بوجن (الروسية: Пугин, Алексей Анатольевич) هو لاعب كرة قدم روسي، ولد في 7 مارس 1987 في كيروف في روسيا. لعب مع توربيدو موسكو وتوم تومسك ودينامو بريانسك ونادي روتور فولغوغراد.

## وصلات خارجية
- أليكسي بوجن على موقع قاعدة بيانات كرة القدم.إي يو (الإنجليزية)
- أليكسي بوجن على موقع Soccerway.com (الإنجليزية)
- أليكسي بوجن على موقع عالم كرة القدم.نت (الإنجليزية)